# Чистое Поле (Шатковский район)
Чистое Поле — посёлок в Шатковском районе Нижегородской области. Входит в состав Светлогорского сельсовета.

## История
В 1965 г. Указом Президиума ВС РСФСР поселок участка № 2 совхоза «Власть Советов» переименован в Чистое Поле.

## Население
| 2002 | 2010 |
| ---- | ---- |
| 164  | ↘126 |